# Theocolax
Genre
Synonymes
- Choetospila
- Laesthia
- Spalangiomorpha

Theocolax est un genre de petits chalcidiens (hyménoptères apocrites térébrants) de la famille des Pteromalidae et de la sous-famille des Cerocephalinae.

## Espèces
Theocolax bakeri – Theocolax elegans – Theocolax formiciformis – Theocolax frater – Theocolax ingens – Theocolax oblonga – Theocolax phloeosini – Theocolax radhakrishnani